# 東海軒
株式会社東海軒（とうかいけん）は、日本の食品会社。弁当の製造販売・飲食店経営・売店の運営・バンケット（東海軒会館）の営業などを行っている。静岡駅を拠点とする駅弁調製業者から発展した。本社は静岡県静岡市にある。

## 沿革
- 1889年 - 東海道線静岡駅の開業にあわせて、加藤弁当店として創業。同年発売の弁当の中にはサンドイッチ弁当もあった。
- 1897年 - 「鯛めし」弁当を発売開始。当時の名称は「上等御弁当鯛飯」であった。
- 1926年 - 合資会社東海軒に組織変更。
- 1934年 - 合名会社東海軒に組織変更。
- 1961年 - 静岡駅構内で売店営業を開始。
- 1966年 - 静岡駅ホームで駅蕎麦店を開店。
- 1968年 - 東海軒会館を開業。
- 1970年 - 金谷駅に構内食堂を開店。1977年、焼津駅に構内食堂を開店、1981年、島田駅と藤枝駅に構内食堂を開店。
- 1991年 - JR東海静岡支社の社員食堂を開設。
- 2001年 - 株式会社化。
- 2014年 - 大井川鐵道の関連会社・南アルプス産業（通称：大鉄フード）の弁当製造・販売事業を譲受。

## 主な商品

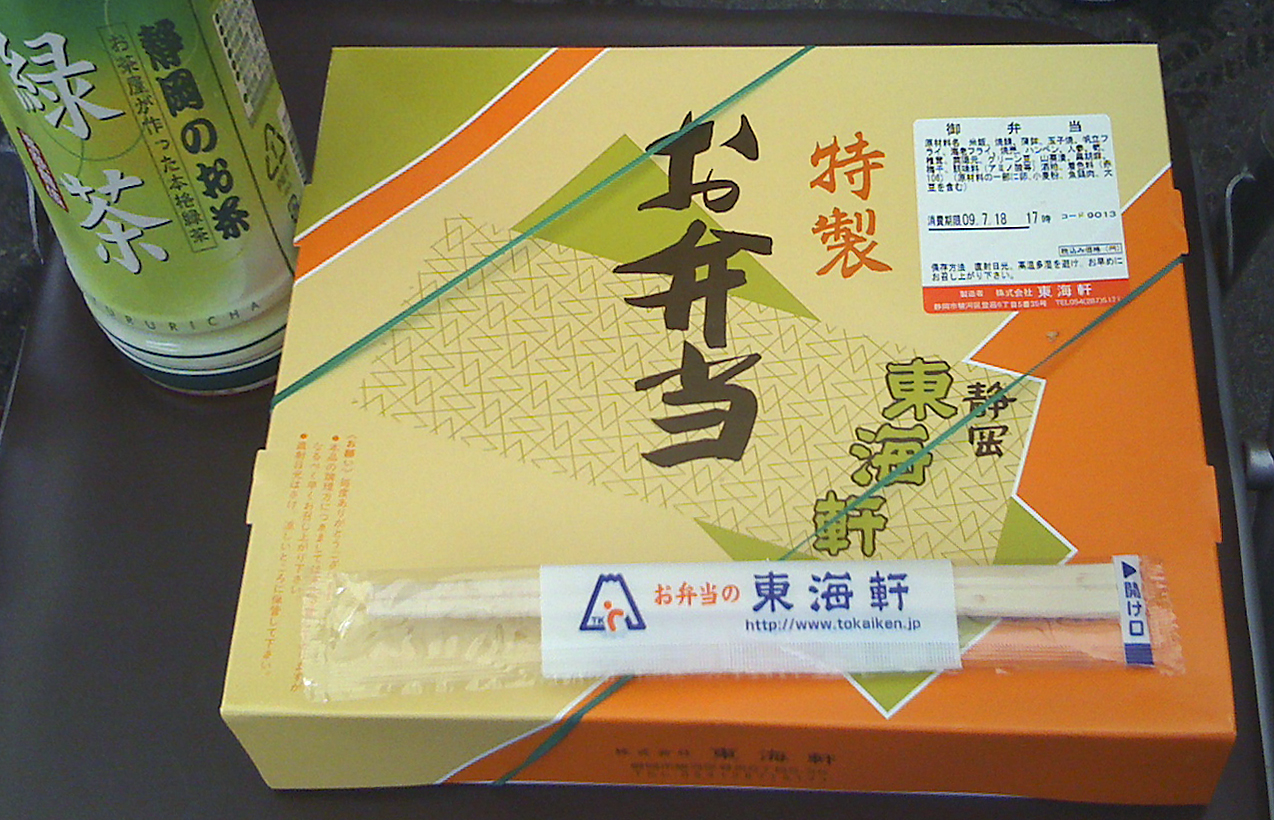
幕の内弁当
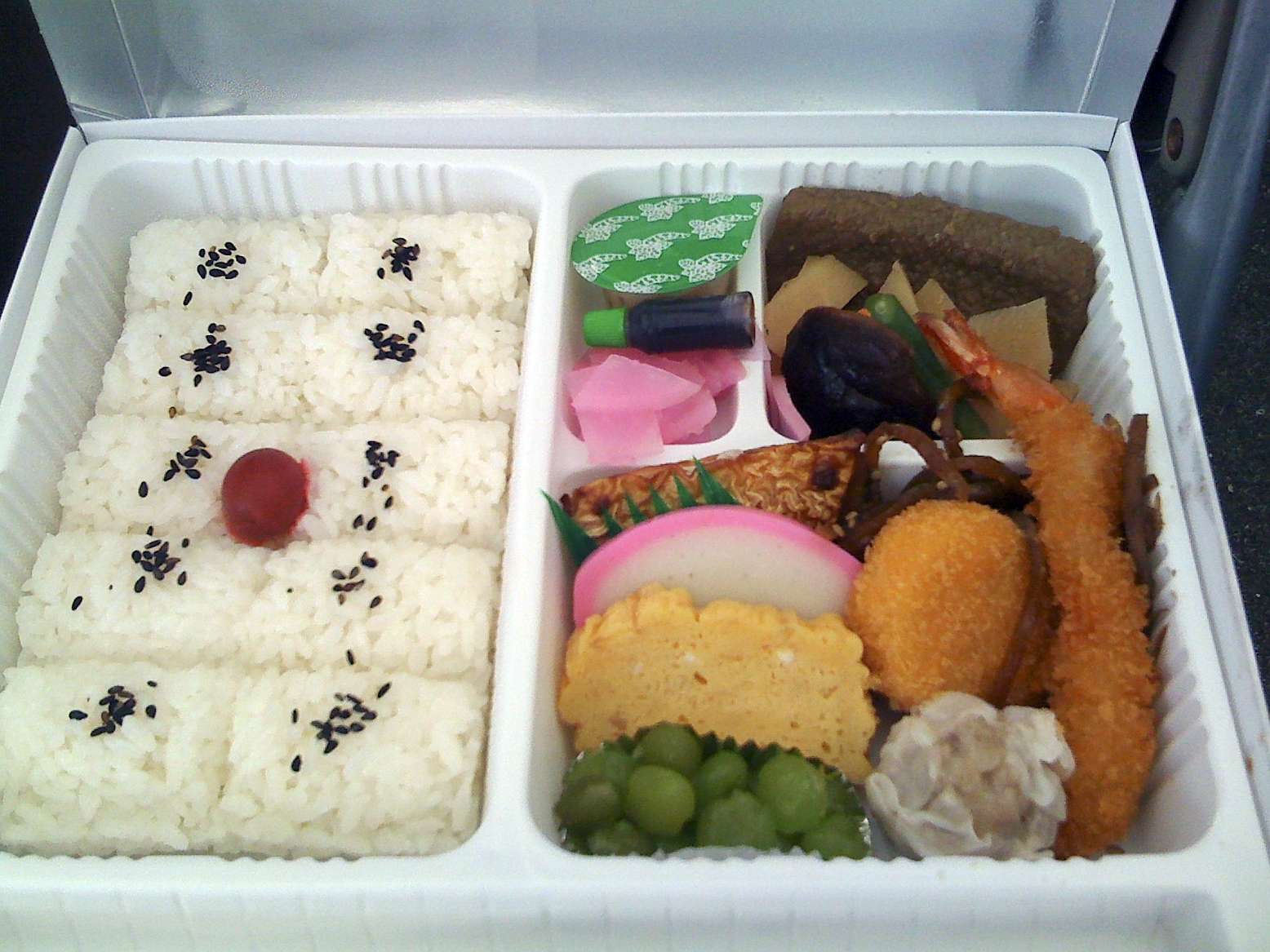
幕の内弁当。数種類が発売されている。
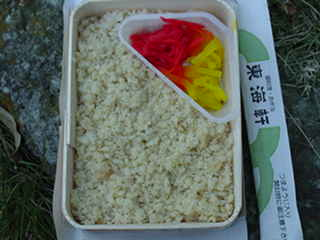
鯛めし
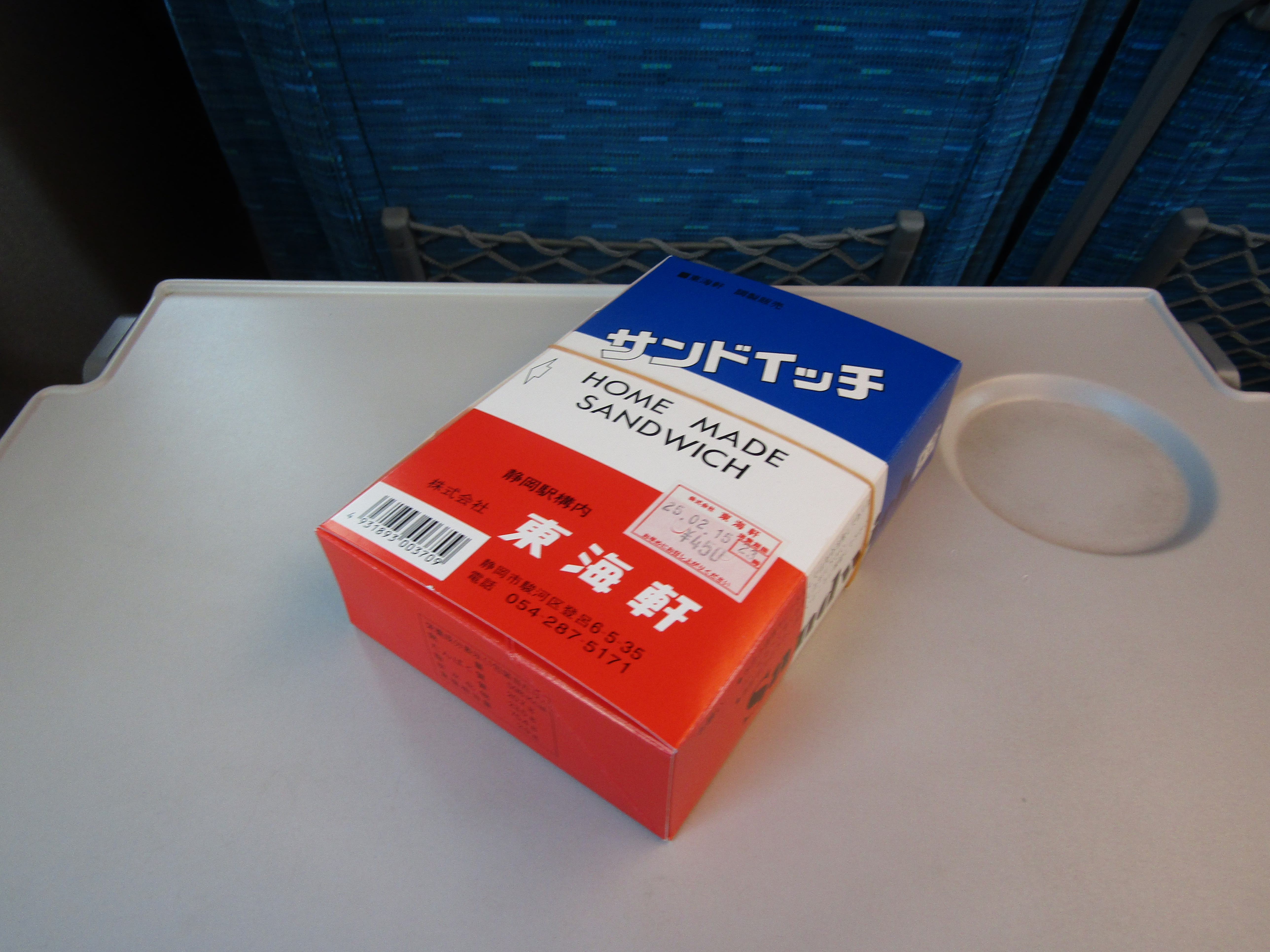
サンドイッチ。
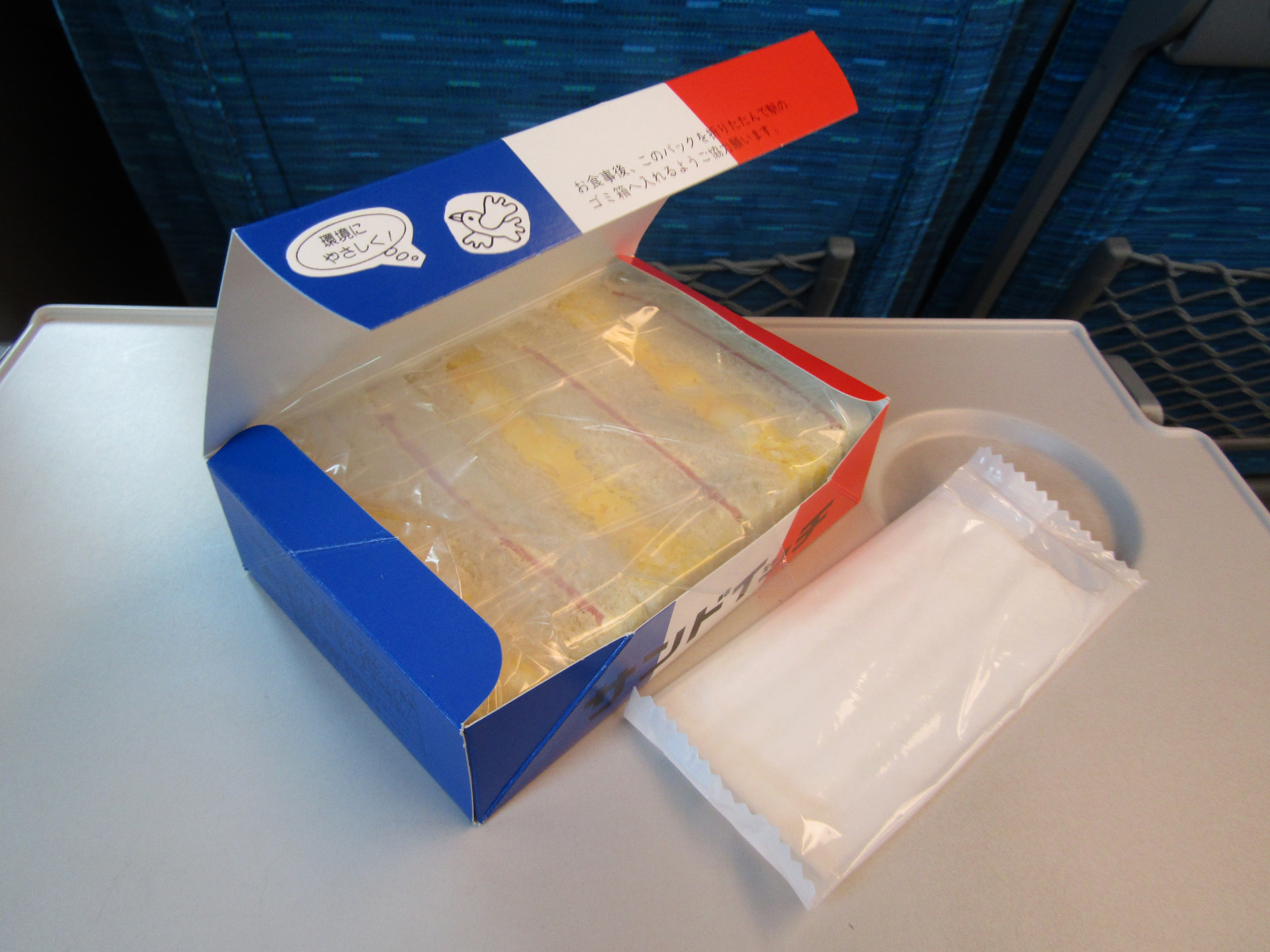
サンドイッチ。箱は小さくたためる。

サンドイッチ
1889年発売の古参商品。
元祖鯛めし／特製鯛めし
1897年発売のロングセラー商品。醤油味の炊き込みご飯に白身魚のオボロを載せたタイプの鯛めし。後者は、鯛めしにおかずを追加したもの。
幕の内弁当
東海軒の駅弁としては「鯛めし」が有名だが、東海軒によると売り上げのトップはこの幕の内弁当であるという。
茶飯弁当
静岡名物の茶飯を使った幕の内系の弁当。
慶喜弁当
徳川慶喜にちなんだ弁当。
500円特製弁当
実用系週替わり弁当（直売店店頭販売のみ）。
仕出し料理
仏事等向けの弁当やパーティ用盛り合わせ料理など。